# 19-2000
«19-2000» — песня британской виртуальной группы Gorillaz, впервые выпущенная в рамках одноимённого дебютного альбома коллектива «Gorillaz» 26 марта 2001 года и как второй сингл этого альбома 25 июня 2001 года. Также в качестве би-сайдов вместе с самой «19-2000» были выпущены песни Left Hand Suzuki Method и Hip Albatross. Сингл не стал таким успешным, как «Clint Eastwood», но всё равно занял шестое место в Великобритании и 34-е место в US Billboard Mainstream Top 40. Также композиция стала особенно успешной в Новой Зеландии, где она смогла достигнуть первого места в сентябре 2001 года.

## Видеоклип
Клип на данный сингл идёт 3 минуты 55 секунд и представляет собой анимационный видеоролик со смешением 2D и 3D графики, в котором виртуальные участники Gorillaz ездят на багги по практически пустому шоссе. Басист группы Мёрдок Никкалс находится за рулём машины, периодически выполняя различные трюки и уворачиваясь от атаки НЛО и других различных препятствий, в то время как вокалист 2D, сидя на соседнем сидении, поёт саму песню. На задних сиденьях располагаются барабанщик группы Рассел Хоббс и гитаристка Нудл, которая иногда подпевает 2D.

## Рейтинги и отзывы
«19-2000» является 5-й по популярности песней Gorillaz на Яндекс. Музыке и 8-й по популярности в социальной сети ВКонтакте.